# Anarta farnhami
Anarta farnhami is een vlinder uit de familie uilen (Noctuidae). De wetenschappelijke naam is voor het eerst geldig gepubliceerd in 1873 door Grote.
De soort komt voor in Europa en Noord-Amerika.